# Sofie Svava
Sofie Svava (11 agosto 2000) è una calciatrice danese, centrocampista dell'Olympique Lione e della nazionale danese.

## Carriera

### Club
Svava inizia l'attività giocando nelle squadre giovanili di Hørsholm-Usserød IK, Brøndby, B.93 a Copenaghen e BSF (Ballerup-Skovlunde Fodbold).
All'età di 16 anni fa ritorno al Brøndby, debuttando in Elitedivisionen, il massimo livello del campionato nazionale di categoria, già alla 1ª giornata di campionato, totalizzando 22 presenze, segnando quattro gol e vincendo la Coppa di Danimarca. Nella sua seconda stagione vinse il campionato danese e poi si trasferì oltre l'Øresund al Rosengård, squadra svedese di prima divisione, dove l'ala sinistra vinse immediatamente anche il campionato svedese, diventando così due volte campionessa in un anno.

## Statistiche

### Presenze e reti nei club
Statistiche aggiornate al 1º luglio 2024.
| Stagione           | Squadra            | Campionato         | Campionato | Campionato | Coppe nazionali | Coppe nazionali | Coppe nazionali | Coppe continentali | Coppe continentali | Coppe continentali | Altre coppe | Altre coppe | Altre coppe | Totale | Totale |
| Stagione           | Squadra            | Comp               | Pres       | Reti       | Comp            | Pres            | Reti            | Comp               | Pres               | Reti               | Comp        | Pres        | Reti        | Pres   | Reti   |
| ------------------ | ------------------ | ------------------ | ---------- | ---------- | --------------- | --------------- | --------------- | ------------------ | ------------------ | ------------------ | ----------- | ----------- | ----------- | ------ | ------ |
| 2017-2018          | Brøndby            | ED                 | 22         | 4          | CG              | ?               | ?               | UWCL               | 2                  | 0                  |             | -           | -           | 24+    | 4+     |
| 2018-2019          | Brøndby            | ED                 | 20         | 2          | CG              | ?               | ?               | UWCL               | 4                  | 0                  |             | -           | -           | 24+    | 2+     |
| Totale Brøndby     | Totale Brøndby     | Totale Brøndby     | 42         | 6          |                 | ?               | ?               |                    | 6                  | 0                  |             | -           | -           | 48+    | 6+     |
| 2019               | Rosengård          | DS                 | 15         | 3          | CS              | 1               | 0               |                    | -                  | -                  |             | -           | -           | 16     | 3      |
| 2020               | Rosengård          | DS                 | 20         | 2          | CS              | 1               | 0               | UWCL               | 2                  | 0                  |             | -           | -           | 23     | 2      |
| Totale Rosengård   | Totale Rosengård   | Totale Rosengård   | 35         | 5          |                 | 2               | 0               |                    | 2                  | 0                  |             | -           | -           | 39     | 5      |
| nov. 2020-2021     | Wolfsburg          | BL                 | 6          | 0          | CG              | 1               | 0               | UWCL               | 3                  | 0                  |             | -           | -           | 10     | 0      |
| 2021-gen. 2022     | Wolfsburg          | BL                 | 8          | 0          | CG              | 2               | 0               | UWCL               | 4                  | 0                  | -           | -           | -           | 14     | 0      |
| Totale Wolfsburg   | Totale Wolfsburg   | Totale Wolfsburg   | 14         | 0          |                 | 3               | 0               |                    | 7                  | 0                  |             | -           | -           | 24     | 0      |
| gen.-giu. 2022     | Real Madrid        | BL                 | 13         | 0          | CS              | 3               | 0               | UWCL               | 2                  | 0                  | SS          | -           | -           | -      | -      |
| 2022-2023          | Real Madrid        | BL                 | 28         | 0          | CS              | 4               | 0               | UWCL               | 9                  | 0                  | SS          | 1           | 0           | -      | -      |
| 2023-2024          | Real Madrid        | BL                 | 18         | 0          | CS              | 2               | 0               | UWCL               | 4                  | 0                  | SS          | 1           | 0           | -      | -      |
| Totale Real Madrid | Totale Real Madrid | Totale Real Madrid | 59         | 0          | -               | 9               | 0               | -                  | 15                 | 0                  | -           | 2           | 0           | 85     | 0      |
| 2024-2025          | Olympique Lione    | PL                 | -          | -          | CF              | -               | -               | UWCL               | -                  | -                  | SF          | -           | -           | -      | -      |
| Totale carriera    | Totale carriera    | Totale carriera    | 150        | 11         | -               | 14+             | 0+              | -                  | 30                 | 0                  | -           | 2           | 0           | 196+   | 11+    |

### Cronologia presenze e reti in nazionale
| Cronologia completa delle presenze e delle reti in nazionale ― Danimarca | Cronologia completa delle presenze e delle reti in nazionale ― Danimarca | Cronologia completa delle presenze e delle reti in nazionale ― Danimarca | Cronologia completa delle presenze e delle reti in nazionale ― Danimarca | Cronologia completa delle presenze e delle reti in nazionale ― Danimarca | Cronologia completa delle presenze e delle reti in nazionale ― Danimarca | Cronologia completa delle presenze e delle reti in nazionale ― Danimarca | Cronologia completa delle presenze e delle reti in nazionale ― Danimarca |
| Data                                                                     | Città                                                                    | In casa                                                                  | Risultato                                                                | Ospiti                                                                   | Competizione                                                             | Reti                                                                     | Note                                                                     |
| ------------------------------------------------------------------------ | ------------------------------------------------------------------------ | ------------------------------------------------------------------------ | ------------------------------------------------------------------------ | ------------------------------------------------------------------------ | ------------------------------------------------------------------------ | ------------------------------------------------------------------------ | ------------------------------------------------------------------------ |
| 21-1-2019                                                                | Larnaca                                                                  | Danimarca                                                                | 1 – 0                                                                    | Finlandia                                                                | Amichevole                                                               | -                                                                        | 74’                                                                      |
| 25-5-2019                                                                | Walsall                                                                  | Inghilterra                                                              | 2 – 0                                                                    | Danimarca                                                                | Amichevole                                                               | -                                                                        |                                                                          |
| 29-8-2019                                                                | Viborg                                                                   | Danimarca                                                                | 8 – 0                                                                    | Malta                                                                    | Qual. Euro 2022                                                          | -                                                                        | 68’                                                                      |
| 3-9-2019                                                                 | Tel Aviv                                                                 | Israele                                                                  | 0 – 3                                                                    | Danimarca                                                                | Qual. Euro 2022                                                          | -                                                                        | 87’                                                                      |
| 4-10-2019                                                                | Viborg                                                                   | Danimarca                                                                | 2 – 0                                                                    | Bosnia ed Erzegovina                                                     | Qual. Euro 2022                                                          | -                                                                        |                                                                          |
| 8-10-2019                                                                | Tbilisi                                                                  | Georgia                                                                  | 0 – 2                                                                    | Danimarca                                                                | Qual. Euro 2022                                                          | -                                                                        |                                                                          |
| 12-11-2019                                                               | Viborg                                                                   | Danimarca                                                                | 14 – 0                                                                   | Georgia                                                                  | Qual. Euro 2022                                                          | 1                                                                        |                                                                          |
| 4-3-2020                                                                 | Parchal                                                                  | Danimarca                                                                | 1 – 2                                                                    | Norvegia                                                                 | Algarve Cup 2020 - prima fase                                            | -                                                                        |                                                                          |
| 7-3-2020                                                                 | Lagos                                                                    | Danimarca                                                                | 2 – 1                                                                    | Svezia                                                                   | Algarve Cup 2020 - seconda fase                                          | -                                                                        | 46’                                                                      |
| 10-3-2020                                                                | Lagos                                                                    | Danimarca                                                                | 4 – 0                                                                    | Belgio                                                                   | Algarve Cup 2020 - finale 5º/6º posto                                    | -                                                                        |                                                                          |
| 17-9-2020                                                                | Zenica                                                                   | Bosnia ed Erzegovina                                                     | 0 – 4                                                                    | Danimarca                                                                | Qual. Euro 2022                                                          | -                                                                        | 67’                                                                      |
| 22-9-2020                                                                | Ta'Qali                                                                  | Malta                                                                    | 0 – 8                                                                    | Danimarca                                                                | Qual. Euro 2022                                                          | -                                                                        |                                                                          |
| 21-10-2020                                                               | Viborg                                                                   | Danimarca                                                                | 4 – 0                                                                    | Israele                                                                  | Qual. Euro 2022                                                          | -                                                                        | 66’                                                                      |
| 27-10-2020                                                               | Empoli                                                                   | Italia                                                                   | 1 – 3                                                                    | Danimarca                                                                | Qual. Euro 2022                                                          | -                                                                        | 90’                                                                      |
| 01-12-2020                                                               | Viborg                                                                   | Danimarca                                                                | 0 – 0                                                                    | Italia                                                                   | Qual. Euro 2022                                                          | -                                                                        | 75’                                                                      |
| 8-4-2021                                                                 | Dublino                                                                  | Irlanda                                                                  | 0 – 1                                                                    | Danimarca                                                                | Amichevole                                                               | -                                                                        | 61’                                                                      |
| 13-4-2021                                                                | Cardiff                                                                  | Galles                                                                   | 1 – 1                                                                    | Danimarca                                                                | Amichevole                                                               | -                                                                        | 46’                                                                      |
| 15-6-2021                                                                | Madrid                                                                   | Spagna                                                                   | 3 – 0                                                                    | Danimarca                                                                | Amichevole                                                               | -                                                                        | 57’                                                                      |
| 16-9-2021                                                                | Viborg                                                                   | Danimarca                                                                | 7 – 0                                                                    | Malta                                                                    | Qual. Mondiali 2023                                                      | -                                                                        | 61’                                                                      |
| 21-9-2021                                                                | Baku                                                                     | Azerbaigian                                                              | 0 – 8                                                                    | Danimarca                                                                | Qual. Mondiali 2023                                                      | -                                                                        |                                                                          |
| 21-10-2021                                                               | Viborg                                                                   | Danimarca                                                                | 8 – 0                                                                    | Bosnia ed Erzegovina                                                     | Qual. Mondiali 2023                                                      | -                                                                        | 63’                                                                      |
| 26-10-2021                                                               | Podgorica                                                                | Montenegro                                                               | 1 – 5                                                                    | Danimarca                                                                | Qual. Mondiali 2023                                                      | 1                                                                        |                                                                          |
| 25-11-2021                                                               | Zenica                                                                   | Bosnia ed Erzegovina                                                     | 0 – 3                                                                    | Danimarca                                                                | Qual. Mondiali 2023                                                      | -                                                                        | 65’                                                                      |
| 30-11-2021                                                               | Viborg                                                                   | Danimarca                                                                | 3 – 1                                                                    | Russia                                                                   | Qual. Mondiali 2023                                                      | -                                                                        |                                                                          |
| 16-2-2022                                                                | Lagos                                                                    | Danimarca                                                                | 0 – 1                                                                    | Italia                                                                   | Algarve Cup 2022 - 1º turno                                              | -                                                                        |                                                                          |
| 8-4-2022                                                                 | Ta' Qali                                                                 | Malta                                                                    | 0 – 2                                                                    | Danimarca                                                                | Qual. Mondiali 2023                                                      | -                                                                        | 61’                                                                      |
| 12-4-2021                                                                | Viborg                                                                   | Danimarca                                                                | 2 – 0                                                                    | Azerbaigian                                                              | Qual. Mondiali 2023                                                      | -                                                                        | 77’                                                                      |
| 12-6-2022                                                                | Vienna                                                                   | Austria                                                                  | 1 – 2                                                                    | Danimarca                                                                | Amichevole                                                               | -                                                                        |                                                                          |
| 24-6-2022                                                                | Copenaghen                                                               | Danimarca                                                                | 2 – 1                                                                    | Brasile                                                                  | Amichevole                                                               | -                                                                        | 79’                                                                      |
| Totale                                                                   |                                                                          | Presenze                                                                 | 29                                                                       |                                                                          | Reti                                                                     | 2                                                                        |                                                                          |

## Palmarès

### Club
- Campionato svedese: 1

Rosengård: 2019
- Campionato danese: 1

Brøndby: 2018-2019
- Coppa di Danimarca: 1

Brøndby: 2017-2018